# Montes da Senhora
Montes da Senhora es una freguesia portuguesa del concelho de Proença-a-Nova, con 33,73 km² de superficie y  habitantes (2001). Su densidad de población es de 27,4 hab/km².

## Galería

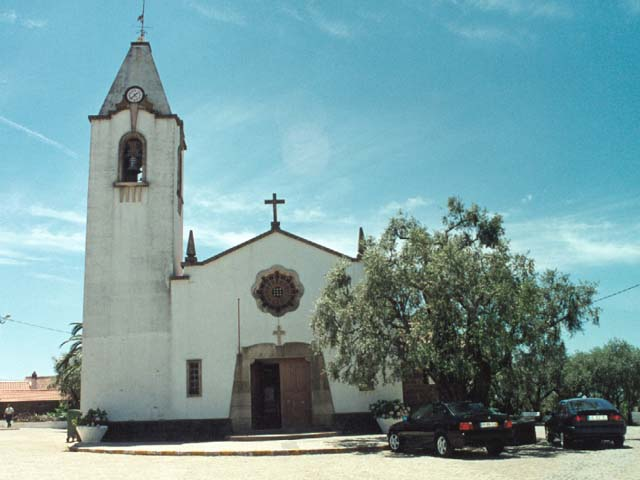
Iglesia Matriz de Montes da Senhora